# Live at Third Man Records (álbum de Billie Eilish)
Live at Third Man Records é um álbum ao vivo da cantora estadunidense Billie Eilish. Foi gravado em uma performance acústica ao vivo com seu irmão Finneas O'Connell na sede da Third Man Records em Nashville, Tennessee, em 6 de novembro de 2019. O álbum foi lançado oficialmente como o primeiro álbum ao vivo de Eilish em 6 de dezembro de 2019 e pela Record Store Day em 29 de agosto de 2020.
O disco teve um grande lançamento no Record Store Day no final de agosto de 2020, estreando posteriormente na posição 55 na Billboard 200, além de liderar as paradas de álbuns de vinil, após vender 13 mil cópias naquela semana.

## Antecedentes e gravação
Eilish realizou uma performance secreto na The Blue Room na sede da Third Man Records em Nashville, Tennessee, em 6 de novembro de 2019, junto com seu irmão Finneas O'Connell. Ela se apresentou para apenas 250 membros do público e cantou várias faixas de seu EP Don't Smile at Me e de seu álbum When We All Fall Asleep, Where Do We Go?. O álbum ao vivo é uma gravação de um show acústico "secreto, apenas para convidados".

## Lançamento
O álbum foi lançado de forma independente pela Third Man Records em 6 de dezembro de 2019 com lançamento limitado.[2] Ele só foi disponibilizado por meio de duas lojas da Third Man, cada uma em Detroit e Nashville. Em 29 de agosto de 2020, durante o Record Store Day, o disco foi disponibilizado em várias lojas de discos independentes internacionalmente, o que levou a um grande aumento nas vendas.

## Lista de faixas
Lado um
- "All the Good Girls Go to Hell"
- "Ocean Eyes" (F. O'Connell)
- "Bad Guy"
- "Idontwannabeyouanymore
- "Bury a Friend"

Lado dois
- "Come Out and Play"
- "Copycat"
- "I Love You"
- "Bellyache"
- "When the Party's Over" (F. O'Connell)